# Тобот (водопад)
Тобо́т — водопад на одноимённой реке в Дагестане, Россия.

## Общие сведения

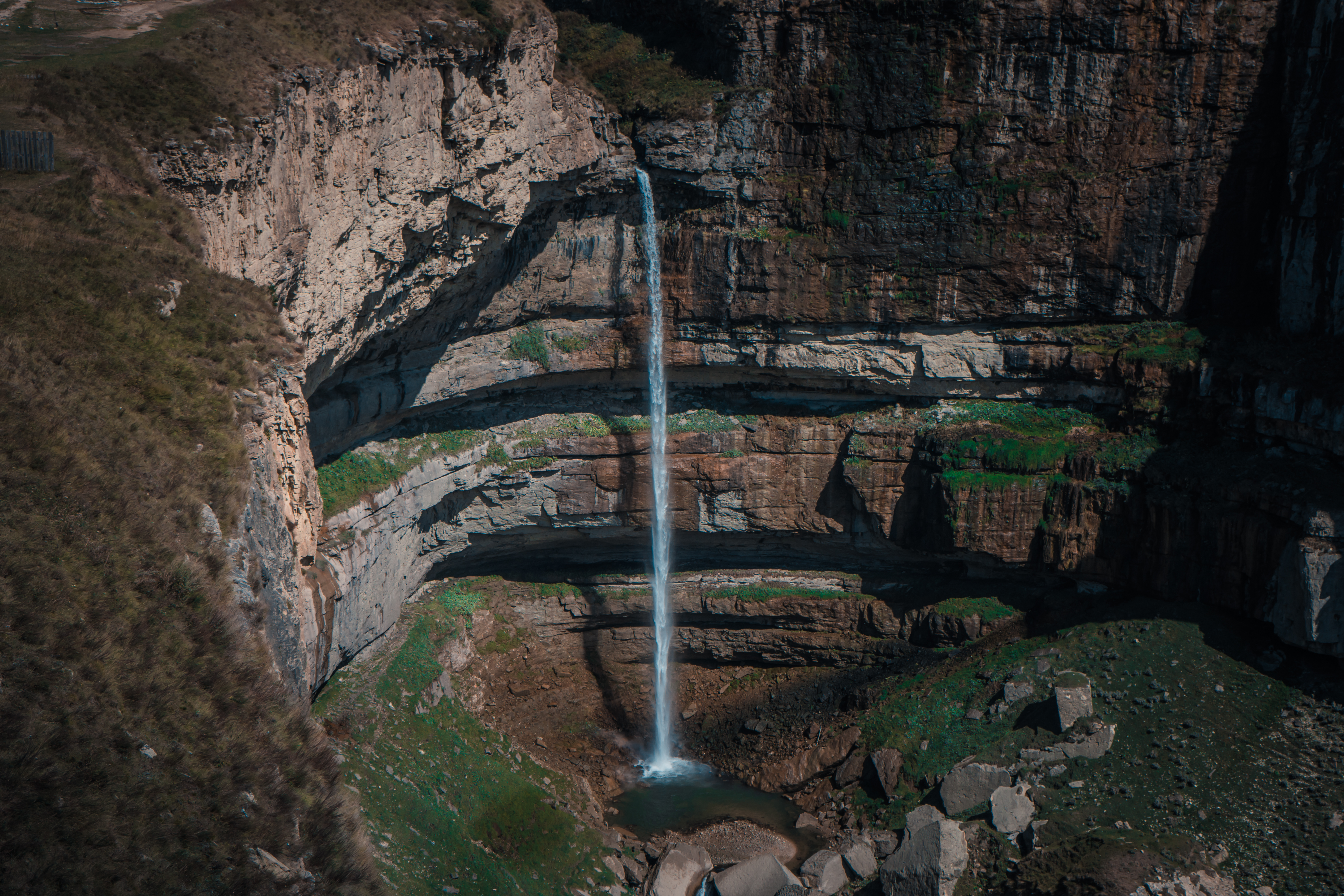

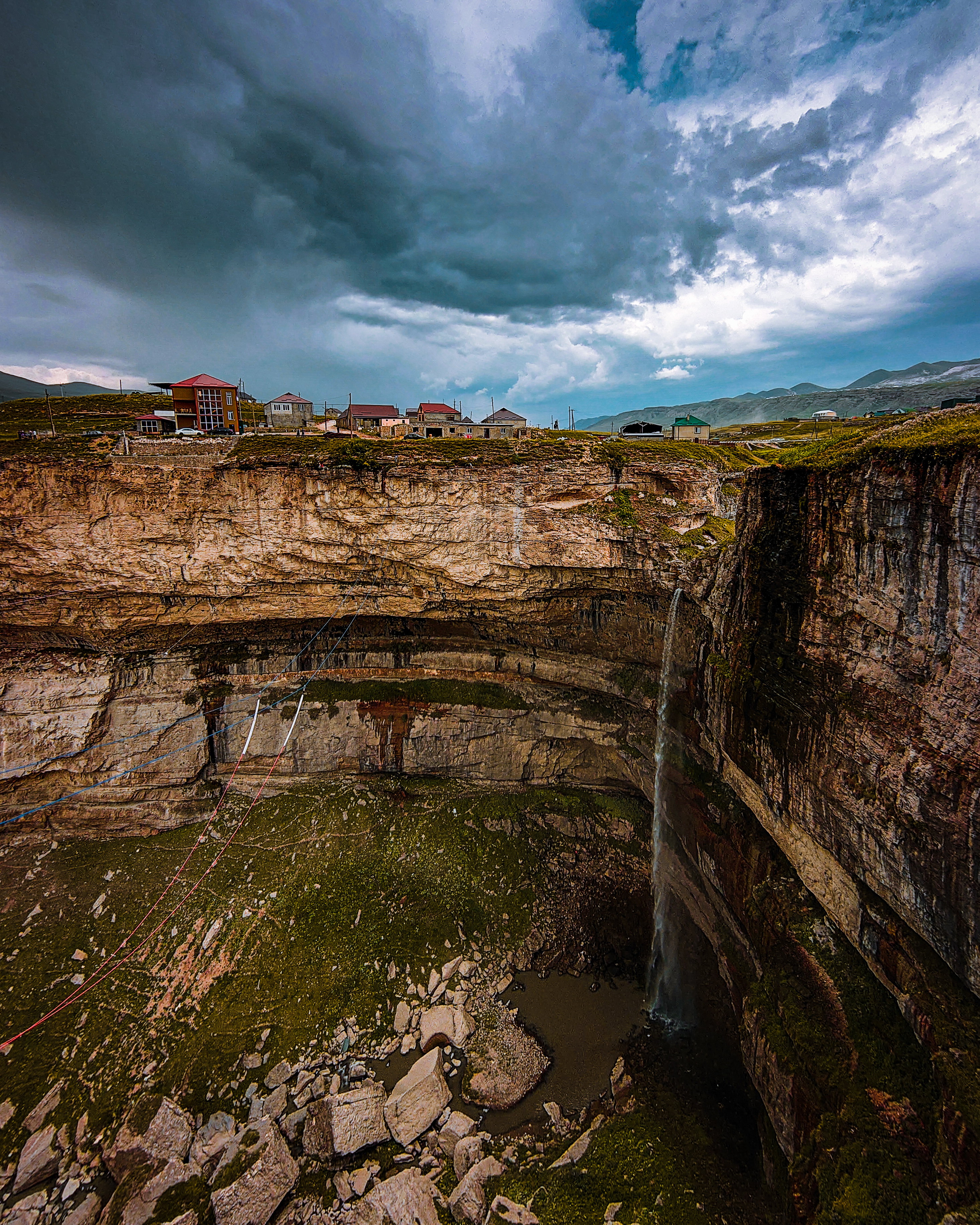
водопад Тобот

Водопад расположен на Хунзахском плато в 1 км северо-восточнее селения Хунзах в 500 метрах от Хунзахской крепости.
По данным Магомеда Эльдарова уровень падения воды Тобота — 70 метров.
Водопад не всегда имеет мощный поток воды и имеет пульсирующий характер, наибольший сток приходится на май-июль, в период таяния снегов и максимальных осадков. В холодное время года водопад замерзает и превращается в огромную ледяную глыбу, причем изнутри водопад остается полым.
Достаточно часто в литературе и других источниках водопад носит другое и более сложное название — Хунзахский.
Водопад Тобот является одним из популярных экскурсионных объектов Дагестана.

## История
Информация об объекте появилась еще в первой половине XIX века. Тогда русский писатель и путешественник Яков Костенецкий в своих «Записках об аварской экспедиции на Кавказе 1837 года» писал, что водопад является самым большим по высоте и объему воды из всех тех, которые встречаются в районе горного Дагестана.

## Тобот в художественных произведениях
Расул Гамзатов, описывая место своего рождения, посвятил водопаду стихотворные строки.
«Мой Дагестан» (Р. Г. Гамзатов):
Там, как волки, вгрызшиеся в стадо, 

Злятся волны бешеной реки, 

Там со львиной гривой водопады 

С птичьими глазами родники.
Там дорога между скал отвесных

Словно вытекает из камней. 

Там из-за бугра выходит песня, 
На версту опередив людей